# Michael Runeberg
Carl Michael Runeberg, född 21 april 1905 i Helsingfors, död 1987, var en finländsk skolledare. Han var son till stadsläkare Einar Runeberg (1877–1938), sonson till Johan Wilhelm Runeberg och sonsonson till Johan Ludvig Runeberg.
Runeberg blev student 1924, filosofie magister 1927, filosofie licentiat 1934 och filosofie doktor 1947. Han var vikarie i diverse skolor i Helsingfors 1931–32, t.f. äldre lektor i historia vid Hangö samlyceum 1932–33, lärare i historia och filosofi vid Privata svenska flickskolan i Borgå 1933–37, lärare i historia och svenska samt rektor vid Kotka svenska samskola 1937–47, och lärare i historia och psykologi samt rektor vid Nya svenska läroverket i Helsingfors 1947–68.
Runeberg var ordförande för skandinaviska studentföreningen i Paris 1928–29, för Svenska folkpartiets lokalavdelning i Kotka och omnejd, ledamot av Svenska Finlands folkting 1944 och 1948. Han blev hedersprofessor 1965.

## Filmmedverkan
- 1926 – Fänrik Ståls sägner-del II
- 1926 – Fänrik Ståls sägner-del I